# Ceratoppia retilia
Ceratoppia retilia är en kvalsterart som beskrevs av Li och Chen 1990. Ceratoppia retilia ingår i släktet Ceratoppia och familjen Ceratoppiidae. Inga underarter finns listade i Catalogue of Life.